# Cedric (Schiff)
Die Cedric war ein 1903 in Dienst gestelltes Passagierschiff der britischen Reederei White Star Line.

## Schiffsleben
Die Cedric wurde auf der Werft Harland & Wolff in Belfast gebaut. Hier lief sie am 21. August 1902 vom Stapel. Nach ihrer Ausrüstung verließ sie Liverpool am 11. Februar 1903 zu ihrer Jungfernfahrt nach New York. Auf dieser Route war sie während der nächsten knappen 30 Jahre beheimatet.
Im April 1912 befand sich die Cedric gerade in New York, als die Carpathia mit den Überlebenden der wenige Tage zuvor versunkenen Titanic im Hafen eintraf. Die Abfahrt der Cedric nach Europa wurde daraufhin verschoben, um einen Teil der geretteten Passagiere und Besatzungsmitglieder zurück nach Liverpool zu bringen.
Am 21. Oktober 1914 lief sie zur vorerst letzten Reise von Liverpool nach New York aus. Anschließend diente sie als Hilfskreuzer der britischen Admiralität.
Nach dem Ersten Weltkrieg kehrte sie wieder auf ihren angestammten Platz zurück.
Am 29. Januar 1918 kollidierte die Cedric mit dem Passagierschiff Montreal der kanadischen Reederei Canadian Pacific Steamships in der Nähe der Merseybucht. Die Montreal sank daraufhin.
Nach den Reparaturen kehrte die Cedric wieder auf die Liverpool-New York-Route zurück. 1920 wurden die Unterkünfte modernisiert.
Am 30. September 1923 kollidierte sie mit der Scythia, einem Schiff der Cunard Line, im Hafen von Queenstown. Zu dieser Zeit gab es dichten Nebel. Keines der beiden Schiffe wurde ernsthaft beschädigt.
Im Jahre 1926 wurden ihre Unterkünfte in Kabinen-, Touristen- und Dritte Klasse eingeteilt. Ihre letzte Liverpool-New York-Reise unternahm sie am 5. September 1931. 1932 wurde sie zum Abbruch nach Inverkeithing verkauft.

## Schwesterschiffe
- Adriatic
- Baltic
- Celtic